# 勒布伊苏
勒布伊苏（法語：Le Bouyssou，法語發音：[lə bwisu]）是法国洛特省的一个市镇，属于菲雅克区。

## 地理
勒布伊苏（44°41'32"N, 1°56'34"E）面积5.62 平方千米，位于法国奧克西塔尼大區洛特省，该省份为法国西南部内陆省份，北起顺时针与科雷兹省、康塔爾省、阿韦龙省、塔恩-加龙省、洛特-加龍省和多尔多涅省接壤。
与勒布伊苏接壤的市镇（或旧市镇、城区）包括：勒布尔、丰镇、伊塞普特、拉卡佩勒马里瓦勒、圣布雷苏。

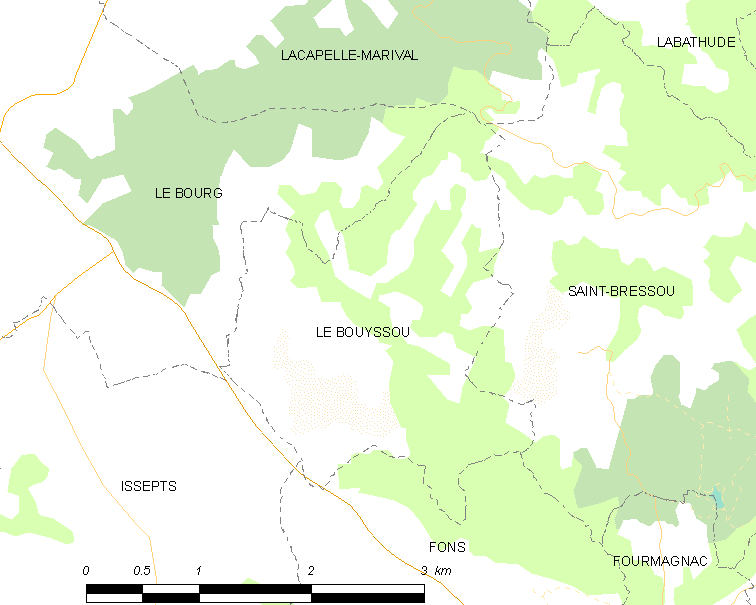
勒布伊苏的OSM定位图

勒布伊苏的时区为UTC+01:00、UTC+02:00（夏令时）。

## 行政
勒布伊苏的邮政编码为46120，INSEE市镇编码为46036。

## 政治
勒布伊苏所属的省级选区为拉卡佩勒马里瓦勒县。

## 人口

1962-2008年间勒布伊苏人口变化图示

勒布伊苏于2022年1月1日时的人口数量为122人。